# ¡Vaya vacaciones! (programa de televisión)
¡Vaya vacaciones! fue un programa de televisión de telerrealidad producido por Cuarzo Producciones para su emisión en España en la cadena Telecinco. El programa se emitió entre el 6 de julio y el 10 de agosto de 2023.

## Mecánica
En este formato, ocho parejas formadas por 16 famosos viajan a un lugar paradisiaco en República Dominicana con la promesa de vivir unas vacaciones inolvidables. Sin embargo, todo se ve truncado cuando descubren que deben realizar trabajos extenuantes, jornadas infinitas sin descanso y un sinfín de juegos y pruebas para permanecer en la competición. 
En cada entrega de ‘¡Vaya vacaciones!’, las ocho parejas se dividen en dos equipos para competir enfrentándose a una dura jornada laboral. Limpiar las playas, ejercer como animadores, guías y asistentes para los turistas de la zona, trabajar como camareros en los chiringuitos y restaurantes y encargarse de la limpieza de las habitaciones del hotel son algunas de sus tareas. Una vez concluidas, cada equipo es evaluado por alguno de los profesionales locales que habitualmente las realizan. Los miembros del grupo que mejor lo haya hecho disputan un juego de inmunidad en el que una de las parejas consigue librarse de las nominaciones y obtiene, además, un lujo inaccesible para el resto de sus compañeros. 
A continuación, tiene lugar la denominada ‘Ceremonia de las estrellas’: las celebrities participan en una ronda de nominaciones en la que tendrán que dar el nombre del compañero que, según su criterio, debe abandonar el programa. Los dos concursantes que más votos hayan acumulado quedan nominados y arrastran a sus respectivas parejas a la nominación. De esta manera, al final de cada programa habrá dos parejas nominadas que se enfrentarán a la temida ‘Ceremonia de expulsión’, en la que se someterán a un último y definitivo juego para determinar cuál de ellas se despedirá para siempre del concurso. 
Todos estos momentos clave del programa tienen lugar en un espectacular plató integrado en el paisaje caribeño, en el que el sol, el mar y la arena de Playa Cosón, reconocida internacionalmente como una de las playas más bellas del mundo, son elementos esenciales. 

## Equipo
| Canal           |      |
| Edición         | 1    |
| Año             | 2023 |
| --------------- | ---- |
| Luján Argüelles |      |

     Desde República Dominicana

## ¡Vaya vacaciones! (2023)
- 6 de julio de 2023 - 10 de agosto de 2023

A principios de mayo de 2023, Mediaset España anunció que volvería a apostar por un reality durante la temporada veraniega tras Supervivientes, al igual que sucedía en 2020 con La casa fuerte. Además, se confió la producción a Cuarzo Producciones y su conducción a Luján Argüelles, que regresó al grupo tras seis años.

### Participantes
|                    |             | Procedencia | Edad                           | Profesión / Conocido por… | Relación        | Información |
| ------------------ | ----------- | ----------- | ------------------------------ | ------------------------- | --------------- | ----------- |
|                    | Jorge Pérez | Cantabria   | 40 años                        | Modelo                    | Amigos          | Ganadores   |
| Cristina Porta     | Lérida      | 33 años     | Periodista deportiva           |                           | Amigos          | Ganadores   |
| Makoke             | Málaga      | 53 años     | Azafata del Telecupón          | Madre e hijo              | 2.os finalistas |             |
| Javier Tudela      | Málaga      | 29 años     | Hijo de Makoke Giaever         | Madre e hijo              | 2.os finalistas |             |
| Marta Peñate       | Las Palmas  | 32 años     | Concursante de Gran Hermano 16 | Pareja                    | 3.os finalistas |             |
| Tony Spina         | Gerona      | 34 años     | Tronista de MyHyV              | Pareja                    | 3.os finalistas |             |
| Aguasantas Vilches | Cádiz       | 31 años     | Exnuera de Raquel Bollo        | Pareja                    | 5.os expulsados |             |
| Juan José Peña     | Cádiz       | 28 años     | Exyerno de Raquel Bollo        | Pareja                    | 5.os expulsados |             |
| Luna Zacharías     | Las Palmas  | 32 años     | Finalista de MasterChef 8      | Mellizos                  | 4.os expulsados |             |
| Álex Zacharías     | Las Palmas  | 32 años     | Hermano de Luna Zacharías      | Mellizos                  | 4.os expulsados |             |
| Carmen Pina        | Madrid      | 25 años     | Influencer                     | Pareja                    | 3.os expulsados |             |
| Rubén Shan         | Madrid      | 41 años     | Influencer                     | Pareja                    | 3.os expulsados |             |
| Isabel Hurtado     | Jaén        | 52 años     | Exmujer de Ginés Corregüela    | Madre e hija              | 2.as expulsadas |             |
| Miriam Corregüela  | Jaén        | 24 años     | Hija de Ginés Corregüela       | Madre e hija              | 2.as expulsadas |             |
| Carmen Nadales     | Córdoba     | 27 años     | Concursante de Secret Story 2  | Expareja                  | 1.os expulsados |             |
| Rafa Martínez      | Cuenca      | 29 años     | Ganador de Secret Story 2      | Expareja                  | 1.os expulsados |             |

### Estadísticas semanales
|  |  |  |  |                     | Gala 1 | Gala 1     | Gala 2     | Gala 3     | Gala 4     | Gala 5     | Final      | Final        |
|  |  |  |  | ------------------- | ------ | ---------- | ---------- | ---------- | ---------- | ---------- | ---------- | ------------ |
|  |  |  |  | Cristina y Jorge    | Entran | Nominados  | Salvados   | Inmunes    | Inmunes    | Salvados   | Salvados   | Ganadores    |
|  |  |  |  | Javi y Makoke       | Entran | Inmunes    | Salvados   | Nominados  | Salvados   | Nominados  | Nominados  | Subcampeones |
|  |  |  |  | Marta y Tony        | Entran | Salvados   | Inmunes    | Salvados   | Salvados   | Inmunes    | Expulsados |              |
|  |  |  |  | Aguasantas y Juanjo | Entran | Salvados   | Nominados  | Salvados   | Nominados  | Expulsados |            |              |
|  |  |  |  | Álex y Luna         | Entran | Salvados   | Salvados   | Salvados   | Expulsados |            |            |              |
|  |  |  |  | Carmen P. y Rubén   | Entran | Salvados   | Salvados   | Expulsados |            |            |            |              |
|  |  |  |  | Isabel y Miriam     | Entran | Salvadas   | Expulsadas |            |            |            |            |              |
|  |  |  |  | Carmen N. y Rafa    | Entran | Expulsados |            |            |            |            |            |              |

     Equipo Azul.
     Equipo Rosa.

### Audiencia

#### Galas
| Fecha      | Día    | Características                                                                                    | Audiencia    | Audiencia |
| Fecha      | Día    | Características                                                                                    | Espectadores | Cuota     |
| ---------- | ------ | -------------------------------------------------------------------------------------------------- | ------------ | --------- |
| 06/07/2023 | Jueves | Gala 1 / Expulsión de Carmen Nadales y Rafa Martínez                                               | 1 017 000    | 11,7%     |
| 13/07/2023 | Jueves | Gala 2 / Expulsión de Miriam Corregüela e Isabel Hurtado                                           | 889 000      | 10,5%     |
| 20/07/2023 | Jueves | Gala 3 / Expulsión de Carmén Pina y Rubén Shan                                                     | 705 000      | 8,9%      |
| 27/07/2023 | Jueves | Gala 4 / Expulsión de Álex Zacharías y Luna Zacharías                                              | 758 000      | 9,4%      |
| 03/08/2023 | Jueves | Gala 5 / Expulsión de Aguasantas Vilches y Juan José Peña                                          | 741 000      | 9,1%      |
| 10/08/2023 | Jueves | Final/ 1.osJorge Pérez y Cristina Porta 2.os Makoke y Javier Tudela 3.os Marta Peñate y Tony Spina | 762 000      | 9,7%      |

#### Resúmenes semanales
| Fecha      | Día       | Audiencia    | Audiencia |
| Fecha      | Día       | Espectadores | Cuota     |
| ---------- | --------- | ------------ | --------- |
| 05/07/2023 | Miércoles | 1 018 000    | 8,6%      |
| 12/07/2023 | Miércoles | 894 000      | 8,3%      |
| 19/07/2023 | Miércoles | 689 000      | 5,6%      |
| 26/07/2023 | Miércoles | 629 000      | 6,0%      |
| 02/08/2023 | Miércoles | 733 000      | 7,1%      |
| 09/08/2023 | Miércoles | 685 000      | 6,9%      |

## Palmarés
| Edición           | Fecha | Presentador     | Canal de emisión | Ganadores                    | Subcampeones           | Tercer lugar              |
| ----------------- | ----- | --------------- | ---------------- | ---------------------------- | ---------------------- | ------------------------- |
| ¡Vaya vacaciones! | 2023  | Luján Argüelles | Telecinco        | Jorge Pérez y Cristina Porta | Makoke y Javier Tudela | Marta Peñate y Tony Spina |

## Audiencia media
| Edición           | Programas | Fecha | Duración                                  | Cadena    | Espectadores | Cuota |
| ----------------- | --------- | ----- | ----------------------------------------- | --------- | ------------ | ----- |
| ¡Vaya vacaciones! | 6         | 2023  | 6 de julio de 2023 - 10 de agosto de 2023 | Telecinco | 812 000      | 9,9%  |